# Miloš Makovský
Miloš Makovský (* 25. ledna 1957 Gottwaldov, Československo) je český rockový kytarista.

## Biografie
V mládí žil ve Velkém Meziříčí, v roce 1981 se přestěhoval do Brna, kde hrál ve skupině Electriss. V roce 1983 se stal členem Synkop, se kterými nahrál alba Křídlení (1983), Zrcadla (1986) a Flying Time (1986). Roku 1986 založil vlastní rockovou skupinu Taxi, na podzim 1987 ze Synkop odešel. Taxi existovalo do roku 1991 a nahrálo jediné album, které vyšlo až dodatečně v roce 2008 pod názvem Taxi incl. Miloš Makovský. V roce 1991 přestal Miloš Makovský kvůli zdravotním problémům s rukou aktivně hrát a začal se zabývat zvukovou režií. V roce 2011 vydal své první sólové album Neopak a při jeho křtu 6. října 2011 se vrátil k živému hraní, když se skupinou Naopak zahrál některé skladby ze své nové desky.

## Sólová diskografie
- 2011 Neopak
- 2018 Ve stínu slunce